# Pura Ulun Danu Batur
O Templo Ulun Danu Batur (em balinês: Pura Ulun Danu, Pura Batur ou Pura Bat) é um complexo de puras ( templos hindus balineses) situado na ilha do Bali, Indonésia, no kabupaten (regência) de Bangli. Construído em 1926 à beira duma caldeira vulcânica do monte Batur (Gunung Batur), é o segundo pura mais importante do Bali, a seguir ao Pura Besakih. "Ulun Danu" significa literalmente "cabeça do lago", uma referência ao lago Danau Batur, situado cerca de 6 km a leste, do outro lado do monte Batur. É dedicado a  Dewi Danu, deusa dos lagos e rios.

## História e descrição

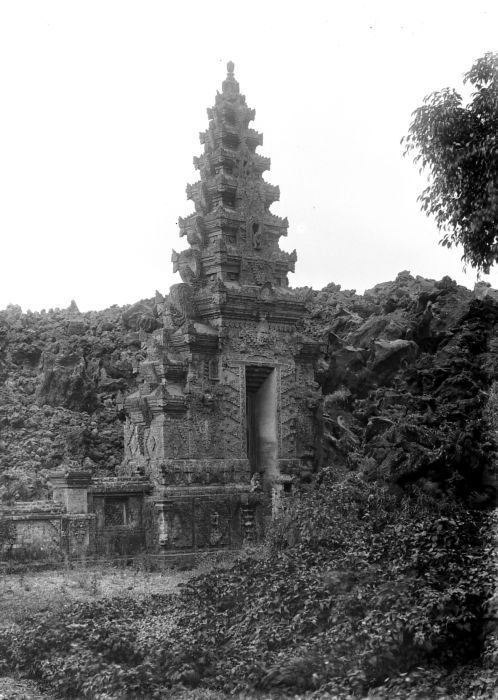
Fotografia histórica do templo em Batur, conhecido como Pura.

Originalmente, o templo e a aldeia de Batur situavam-se noutra caldeira do monte Batur. Em 1926, uma violenta erupção vulcânica destruiu a aldeia e o templo, à exceção do seu santuário mais sagrado, um pelinggih meru (torre que representa o monte Meru da mitologia hindu) com onze andares dedicado a Dewi Danu. Os aldeões mudaram-se para a beira da caldeira mais antiga e mais alta, onde reonstuíram a aldeia e o templo.
O complexo inclui nove templos diferentes, que no total incluem 285 santuários e pavilhões dedicados aos deuses e deusas da água, agricultura, fontes sagradas, artes e ofícios, entre outros. O templo principal, Pura Penataran Agung Batur, tem cinco pátios principais. Os santuários mais imponentes são o pelinggih meru de onze andares e três pelinggihs meru de nove andares. O primeiro situa-se no pátio mais interior e mais sagrado. Os outros são dedicados ao monte Batur, ao monte Abang e a Ida Batara Dalem Waturenggong, o rei deificado da dinastia Gelgel que reinou entre 1460 e 1550. Os restantes templos são Penataran Pura Jati, Pura Tirta Bungkah, Pura Taman Sari, Pura Tirta Mas Mampeh, Pura Sampian Wangi, Pura Gunarali, Pura Padang Sila, and Pura Tuluk Biyu.